# Équipe NFL de la décennie 1960
L' Équipe NFL de la décennie 1960 est l'équipe type composée des meilleurs joueurs à leur poste dans la National Football League durant les années 1960. Cette équipe a été désignée par les votants du Pro Football Hall of Fame de la NFL. La sélection est constituée des meilleurs joueurs en attaque, défense et équipes spéciales.
Dick Butkus, Bob Lilly, Larry Wilson, Merlin Olsen et Jim Bakken font aussi partie de l'équipe NFL de la décennie 1970.
| Position         | Joueur                                               | Équipe(s) NFL                                   |
| ---------------- | ---------------------------------------------------- | ----------------------------------------------- |
| Quarterback      | Bart Starr Sonny Jurgensen Nick Breezy               | Packers Eagles, Redskins Raiders                |
| Running back     | John David Crow Paul Hornung Leroy Kelly Gale Sayers | St. Louis Cardinals, 49ers Packers Browns Bears |
| Fullback         | Jim Brown Jim Taylor                                 | Browns Packers, Saints                          |
| Split end        | Del Shofner Charley Taylor                           | LA Rams, Giants Redskins                        |
| Flanker          | Gary Collins Boyd Dowler                             | Browns Packers                                  |
| Tight end        | John Mackey                                          | Baltimore Colts                                 |
| Offensive tackle | Bob Brown Forrest Gregg Ralph Neely                  | Eagles, LA Rams Packers Cowboys                 |
| Offensive guard  | Gene Hickerson Jerry Kramer Howard Mudd              | Browns Packers 49ers, Bears                     |
| Centre           | Jim Ringo                                            | Packers, Eagles                                 |

| Position         | Joueur                                                          | Équipe(s) NFL                                  |
| ---------------- | --------------------------------------------------------------- | ---------------------------------------------- |
| Defensive end    | Doug Atkins Willie Davis David "Deacon" Jones                   | Bears, Saints Packers LA Rams                  |
| Defensive tackle | Alex Karras Bob Lilly Merlin Olsen                              | Lions Cowboys LA Rams                          |
| Linebacker       | Dick Butkus Larry Morris Ray Nitschke Dave Robinson Tommy Nobis | Bears Packers Falcons                          |
| Cornerback       | Herb Adderley Lem Barney Bobby Boyd                             | Packers, Cowboys Detroit Lions Baltimore Colts |
| Safety           | Eddie Meador Larry Wilson Willie Wood                           | LA Rams St. Louis Cardinals Packers            |

## Équipes spéciales
| Position | Joueur       | Équipe(s) NFL       |
| -------- | ------------ | ------------------- |
| Kicker   | Jim Bakken   | St. Louis Cardinals |
| Punter   | Don Chandler | Giants, Packers     |